# АЕС Іту
Атомна електростанція Іту — двореакторна атомна електростанція, запланована в Нігерії. Проєкт передбачає будівництво двох ядерних реакторів, поставлених «Атомбудекспортом». Станція буде розташована в Іту, штат Аква-Ібом.
Це частина зусиль, спрямованих на розв'язання проблеми дефіциту електроенергії в країні. За даними Світового банку, у 2014 році більш як 40 % території країни були не електрифікованими.
Нігерійська комісія з атомної енергії (NAEC) пояснила, що місце для будівництва двох ядерних реакторів обрали після належних міркувань. Попереднє ліцензування схваленого майданчика очікується до кінця 2016 року від Нігерійського ядерного регуляторного органу (NNRA), який розпочав процес розробки ліцензії.
30 жовтня 2017 року російська державна компанія «Росатом» і Нігерія підписали угоди про будівництво та експлуатацію атомної електростанції.
Станція буде співфінансуватися Росатомом, який побудує, володітиме, експлуатуватиме та передасть (BOT) його уряду Нігерії. Орієнтовна вартість — близько 10 мільярдів доларів.